# 김범석 (야구 선수)
김범석(2004년 5월 21일 ~ )은 KBO 리그 LG 트윈스의 포수이다.

## LG 트윈스시절
2023년에 입단하였다.

### 2023 시즌
6월 3일 NC 다이노스와의 경기에 출전하며 데뷔 첫 경기를 치렀고, 경기에서 2타수 무안타를 기록했다. 6월 6일 키움 히어로즈와 경기에 데뷔 첫 선발 출전해 데뷔 첫 타점을 기록했다.
10월 7일 키움 히어로즈와의 경기에서 데뷔 첫 안타, 10월 9일 롯데 자이언츠와의 경기에서 데뷔 첫 홈런을 기록했다.
한국시리즈 엔트리에 포함됐고, 한국시리즈 4차전에서 최승민의 대타로 출전해 1타수 1안타를 기록했다.

## 연도별 통산 성적
| 연도 | 팀명  | 타율  | 경기 | 타수 | 득점 | 안타 | 2루타 | 3루타 | 홈런 | 루타 | 타점 | 도루 | 도실 | 볼넷 | 사구 | 삼진 | 병살 | 실책 |
| ---- | ----- | ----- | ---- | ---- | ---- | ---- | ----- | ----- | ---- | ---- | ---- | ---- | ---- | ---- | ---- | ---- | ---- | ---- |
| 2023 | LG    | 0.111 | 10   | 27   | 3    | 3    | 1     | 0     | 1    | 7    | 4    | 0    | 0    | 2    | 1    | 0    | 5    | 1    |
| 통산 | 1시즌 | 0.111 | 10   | 27   | 3    | 3    | 1     | 0     | 1    | 7    | 4    | 0    | 0    | 1    | 0    | 5    | 1    |      |

]